# مجمع‌القوانین انطاکیه

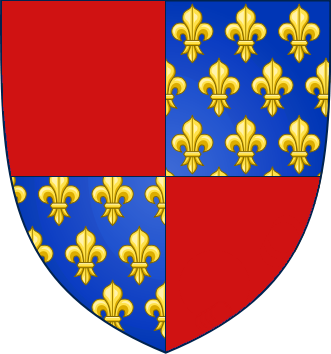
تصویری مرتبط با مجمع القوانین انطاکیه

مجمع‌القوانین انطاکیه (به انگلیسی: Assizes of Antioch)، مجموعهٔ از متون حقوقی و قانونی است که طی سلطنت شاهزاده بوهموند چهارم ــ که در فاصله ۱۲۰۱ تا ۱۲۳۳ بر شاهزاده‌نشین انطاکیه حک می‌راند ــ به زبان تألیف گردید. این مجمع‌القوانین مشتمل بر ۲۱ فصل است که در درجه اول بر موضوع قوانین بورژوازی حاکم بر ساکنان عادی سرزمین‌های شرق لاتین اختصاص دارد. به علاوه، عمل و آیین دادرسی محاکم بورژوازی و اشرافی شاهزاده‌نشین انطاکیه نیز به اختصار شرح داده شده‌است.
حجم زیادی از این مجموعه را موضوعاتی نظیر حقوق مربوط به جهیزیه، ارث، مسائل مربوط به وصیت‌نامه اشخاص، معاملات مالی و فروش (حراج) ملک و دارایی، دربردارد. همچنین که اصل اثر مزبور از سوی سمبات سپاراپت ــ وقایع‌نگار ارمنی و برادر پادشاه کیلیکیه و ارمنستان هتوم اول ــ در سال ۱۲۶۰ میلادی به زبان ارمنی ترجمه شده‌است و در حال حاضر ترجمهٔ ارمنی این مجموعه تنها نسخهٔ باقی‌مانده از این اثر است.
مجمع‌القوانین انطاکیه، به احتمال زیاد از سوی مسیحیان بومی ارمنستان و کیلیکیه به کار برده شده‌است که تعدادشان به‌طور چشمگیری در طول قرن ۱۳ میلادی، طی همکاری کلیسای ارمنستان و رم در سال ۱۱۹۸ میلادی، رشد یافت.